# 共有 (産業財産権)
本項目では、産業財産権における共有（きょうゆう）について解説する。日本における産業財産権（特許権・実用新案権・意匠権・商標権）の共有については、民法における共有の規定に従うことが原則だが、これをそのまま適用すると他の共有者に不利益を及ぼす場合があるため、産業財産権法（特許法・実用新案法・意匠法・商標法）で特別の規定がされている。産業財産権法では、共有に係る産業財産権として下記について、権利の行使や処分に際し、他の共有者との関係でさまざまな制約が生じる。
- 共有に係る特許権（または実用新案権・意匠権・商標権）

- 共有に係る特許（または登録）を受ける権利
- 共有に係る実施権（または使用権）

ここで、共有に係る特許権は実務上、便宜的に共有特許ともよばれる。また、特許を受ける権利が共有されている特許出願は、実務上共同出願または共願と呼ばれることがある。なお、共有に係る産業財産権の取り扱いについては特許法で規定され（特許法14条、同法38条、同法73条、同法132条）、実用新案法・意匠法・商標法では特許法の当該規定を準用している。そのため、本項目では特に説明しない限り、特許法における共有について説明する。

## 概論
特許法で規定された権利のうち、特許権・特許を受ける権利・実施権（以下特許権等）は、用益物権であり、民法の共有に係る規定が準用されるのが原則である（いわゆる準共有、民法264条本文）。特許権等が共有されるケースとして、共同で発明や創作がなされた場合、権利の一部を譲渡した場合、権利の一部または全部が複数の主体に承継された場合などがある。
しかし、特許権等の対象は有体物ではなく無体物であり、権利範囲を明確に区分することは不可能である。そのため、一の権利者は、自らの持分比率に関わらず権利全体を実施できると同時に、自らの持分にのみ対して行う行為であっても、他の権利者（共有者）の権利を侵害する結果を招く可能性がある。
このような思わぬ不利益から権利者を保護し権利の安定性を担保するために、特許法においては、各権利者が共有に係る特許権等の手続、行使または処分をするにあたって、他の共有者の同意を得るか、あるいは共同で行うことを求める条文が規定されている。行為の性質によっては、他の共有者の同意を得たとしても共同で行うことが求められる、いわゆる強行法規として定められているものもある。

## 共同で行う行為
共有に係る特許権等について、下記の手続は、（代表者の届出の有無にかかわらず）共有者全員が共同で行わなくてはならない（特許法14条）。これらの行為は、権利範囲や存続そのものに影響を与える行為（不利益行為）であり、第三者への影響を鑑み、権利の安定性を第一に優先することが求められるので、たとえ共有者の同意があったとしても単独で行うことはできない。このような行為を単独で行った場合、その手続きは原則拒絶、却下または無効とされる。
- 特許出願の変更、放棄及び取下げ[注釈 2]（特許法14条）
- 特許権の存続期間の延長登録の出願の取下げ（特許法14条）
- 請求、申請又は申立ての取下げ（特許法14条）
- 第41条第1項の優先権の主張及びその取下げ（特許法14条）
- 出願公開の請求（特許法14条）
- 拒絶査定不服審判の請求（特許法14条）

- 出願（特許法38条）
- 存続期間の延長登録の出願（特許法67条の2第4項）

## 他の共有者の許諾を要する行為
共有に係る特許権等について、以下の行為は、他の共有者の許諾が必要である。このように規定されているのは、例えば、持分の譲渡によって他の共有者のライバル社が権利者や実施権者となったような場合、該当する他の共有者の営業活動に影響が出る可能性があるためである。一方で、持分の譲渡等は、権利の存続や権利範囲等、対象となる産業財産権自体に影響を及ぼすものではなく、その行為の結果第三者が影響を受けるものではないので、契約自由の原則に則って、利害関係にある他の共有者の同意を得さえすれば良く、共同ですることまでは要しない。
- 特許を受ける権利に係る持分の譲渡（特許法33条第3項）
- 持分の譲渡（特許法73条第1項）
- 持分を目的とした質権の設定（特許法73条第1項）
- 専用実施権の設定（特許法73条第3項）
- 通常実施権の許諾（特許法73条第3項）

なお、共有者の一が、次の三の要件を満たす下請けに生産をさせる場合は、自己（一機関）の実施とみなされるため共有者の同意を得る必要はない。なお、第１要件に係る契約が不存在であっても、共有者の計算においてその支配・管理の下に行われる限りは、共有者の実施とみなす旨の裁判例が存在する。
1. 権利者が対価を支払った上で製作させる契約の存在
2. 製作にあたり原材料の購入、製品の販売、品質についての権利者の指揮監督
3. 製品をすべて権利者に引き渡し、他に販売していないこと

## 他の共有者の許諾を要しない行為
手続きの補正等、上記以外の手続については、各人が全員を代表して行うことができ、他の共有者の許諾を要しない。但し、代表者を定めて特許庁に届け出ているときは、当該代表者のみが手続を行うことができる（特許法14条）。

## 審判における取扱い
共有に係る特許権等について、拒絶査定不服審判は、（代表者の届出の有無にかかわらず）共有者全員が共同で行わなくてはならない（特許法14条、特許法132条第3項）。拒絶査定不服審判及び補正却下不服審判を共同で行わなかった場合、実質上共同審判である意思が表示されていれば手続補正が命じられる（特許法133条1項）。意思表示がなされていない場合は補正できない欠陥として、請求手続は審決で却下される（特許法135条）。訂正審判についても、原則これと同様であるが、請求人の責に帰すことのできない事由により違反したと認められるときは、審尋を行うこととなる（審判便覧22-03）。
拒絶査定不服審判において拒絶されるべき旨の審決（拒絶審決）があったとき、この審決の取消を求める訴え（審決取消訴訟）は、固有必要的共同訴訟と解することが判例である（最判平6(行ツ)83（平7.03.07）磁器治療器事件)。そのため、共有者全員が共同で訴えを提起することを要する。
共有に係る特許について審判請求（無効審判、商標法の取消審判等）をする場合、共有者全員を被請求人としなくてはならない（特許法132条第2項）。共有者全員を被請求人としない場合、瑕疵があるとして原則却下される。但し、却下とする審決がなされないうちに、必要な他の共有者を被請求人として新たな請求を起こした場合、結果的に二つの審判が統合されることで、この瑕疵が治癒されたとみなし、請求を却下しなかった裁判例がある（東高判昭44（行ケ）第62号（昭47.10.24））。
無効審判において無効にされるべき旨の審決（無効審決）に対する審決取消訴訟は、類似必要的共同訴訟と解することが判例である（最判平13(行ヒ)142号（平14.2.22）ETNIES事件)。そのため、共有者の一が単独で訴えを提起することをできる。
審判や登録異議の申立ての審理及び決定の手続について、共有者の一人に審判手続の中断又は中止の原因があるときは全員についてその効力を生じる（特許法132条第4項）。